# 曼努埃爾·達·諾布雷加
曼努埃爾·達·諾布雷加（葡萄牙語：Manuel da Nóbrega，1517年10月18日—1570年10月18日）是葡萄牙耶穌會神父、神學家、傳教士和作家，也是巴西殖民地耶穌會第一任教區長。他生於葡萄牙波多，在薩拉曼卡大學和科英布拉大學學習教會法和哲學。其後，曼努埃爾·達·諾布雷加成為耶穌會第一批前往美洲傳播基督教的負責人，與何塞·安切塔在在早期巴西歷史上具有重要影響力。兩人共同參與勒西菲、薩爾瓦多（1549年）、里約熱內盧（1554年）、聖保羅（1565年）等多個城市的建設，以及參與許多耶穌會學院和神學院的設立。1570年10月8日，其於巴西里約熱內盧逝世。

## 外部連結
- （葡萄牙語） Diálogo sobre a Conversão do gentio at MetaLibri Digital Library
- Portugal in America （页面存档备份，存于）